# Wiktor Gorbatko

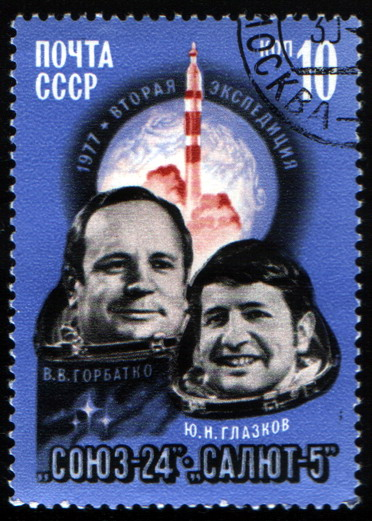
W. Gorbatko (z lewej) i J. Głazkow na radzieckim znaczku (1977)

Wiktor Wasiljewicz Gorbatko (ros. Виктор Васильевич Горбатко; ur. 3 grudnia 1934 w przysiółku Wiency-Zaria, zm. 17 maja 2017 w Moskwie) – radziecki kosmonauta, Lotnik Kosmonauta ZSRR.

## Życiorys

### Wykształcenie i służba wojskowa
Po ukończeniu szkoły średniej w 1952 roku wstąpił do oficerskiej szkoły lotniczej. Od 1956 roku pełnił służbę w jednostkach lotniczych. W 1968 roku zaocznie ukończył wyższe studia inżynierskie w akademii imienia Żukowskiego. W grudniu 1982 roku otrzymał stopień generała majora lotnictwa. W listopadzie 1992 roku przeszedł do rezerwy.

### Kariera kosmonauty
W dniach 12–17 października 1969, jako inżynier-badacz, odbył swój pierwszy lot kosmiczny na pokładzie radzieckiego statku Sojuz 7. Razem z nim w kosmos udali się Anatolij Filipczenko oraz Władisław Wołkow. Program lotu przewidywał połączenie na orbicie okołoziemskiej Sojuza 7 z Sojuzem 8 wystrzelonym dzień później. Całą operację miała filmować załoga Sojuza 6, który w kosmosie znalazł się z kolei dzień wcześniej. Do cumowania obu pojazdów jednak nie doszło z uwagi na niesprawność systemu zbliżania Sojuzów.
Drugi lot kosmiczny odbył w dniach 7–25 lutego 1977 na statku Sojuz 24. Drugim członkiem załogi był Jurij Głazkow. Był to lot na stację kosmiczną Salut 5.
Trzeci lot kosmiczny odbył w dniach 23–31 lipca 1980. Poleciał statkiem Sojuz 37 na stację kosmiczną Salut 6, wraz z nim poleciał wietnamski kosmonauta Phạm Tuân. Była to misja w ramach programu Interkosmos. Obaj kosmonauci powrócili na Ziemię statkiem Sojuz 36.
28 sierpnia 1982 roku opuścił korpus kosmonautów.

## Nagrody i odznaczenia
- Order Czerwonej Gwiazdy (1961)
- dwukrotnie Medal „Złota Gwiazda” Bohatera Związku Radzieckiego (1969, 1977)
- Lotnik Kosmonauta ZSRR (1969)
- trzykrotnie Order Lenina (1969, 1977, 1980)
- Medal jubileuszowy „50 lat radzieckiej milicji” (1969)
- dwukrotnie Medal „Za rozwój dziewiczych ziem” (1969, 1977)
- Bohater Mongolskiej Republiki Ludowej i Order Suche Batora (1971, Mongolska Republika Ludowa)
- Order Czerwonego Sztandaru (1974, Mongolska Republika Ludowa)
- Medal „Za wyróżnienie w ochronie granic państwowych ZSRR” (1977)
- Medal „Złota Gwiazda” Bohatera Pracy Socjalistycznej Republiki Wietnamu i Order Hồ Chí Minha (1980, Wietnam)
- Order Przyjaźni (2011, Rosja)
- Universal Astronaut Insignia za lot orbitalny (nr 43, pośmiertnie) – Stowarzyszenie Uczestników Lotów Kosmicznych (Association of Space Explorers(inne języki))[2]

## Wykaz lotów
| Loty kosmiczne, w których uczestniczył Wiktor Gorbatko                  | Loty kosmiczne, w których uczestniczył Wiktor Gorbatko | Loty kosmiczne, w których uczestniczył Wiktor Gorbatko | Loty kosmiczne, w których uczestniczył Wiktor Gorbatko | Loty kosmiczne, w których uczestniczył Wiktor Gorbatko | Loty kosmiczne, w których uczestniczył Wiktor Gorbatko | Loty kosmiczne, w których uczestniczył Wiktor Gorbatko |
| №                                                                       | Data startu                                            | Statek kosmiczny                                       | Data lądowania                                         | Statek kosmiczny                                       | Funkcja                                                | Czas trwania                                           |
| ----------------------------------------------------------------------- | ------------------------------------------------------ | ------------------------------------------------------ | ------------------------------------------------------ | ------------------------------------------------------ | ------------------------------------------------------ | ------------------------------------------------------ |
| 1                                                                       | 12 października 1969                                   | Sojuz 7                                                | 17 października 1969                                   | Sojuz 7                                                | inżynier-badacz                                        | 4 dni 22 godziny 40 minut i 23 sekundy                 |
| 2                                                                       | 7 lutego 1977                                          | Sojuz 24                                               | 25 lutego 1977                                         | Sojuz 24                                               | dowódca                                                | 17 dni 17 godzin 25 minut i 58 sekund                  |
| 3                                                                       | 23 lipca 1980                                          | Sojuz 37                                               | 31 lipca 1980                                          | Sojuz 36                                               | dowódca                                                | 7 dni 20 godzin i 42 minuty                            |
| Łączny czas spędzony w kosmosie – 30 dni 12 godzin 48 minut i 21 sekund |                                                        |                                                        |                                                        |                                                        |                                                        |                                                        |